# The Dark Side of the Moon
The Dark Side of the Moon (с англ. — «Тёмная сторона Луны») — восьмой студийный альбом британской рок-группы Pink Floyd, выпущенный 1 марта 1973 года. Самый успешный альбом группы, превративший Pink Floyd в явление мирового масштаба. Один из самых продаваемых альбомов в истории звукозаписи — общее число проданных экземпляров превышает 45 миллионов. Будучи проданным в Великобритании в количестве 4 114 000 копий по состоянию на 2012 год, входит в британскую десятку самых продаваемых альбомов в стране, занимая восьмое место. Оставался в Top 200 США 742 недели, в том числе 591 неделю подряд с 1973 по 1988 год, несколько раз попадая на первое место. Является одним из наиболее известных концептуальных альбомов прогрессивного рока.
The Dark Side of the Moon был записан в период с июня 1972 года по январь 1973 года в Лондоне в студии компании EMI Abbey Road. В сочинении музыкального материала и продюсировании принимали участие все музыканты группы, тексты к песням написал Роджер Уотерс. Все песни объединены темой влияния на человека безумия, тревоги и отчуждения, уходящей корнями в историю группы и связанной прежде всего с трагической судьбой бывшего лидера группы Сида Барретта. Альбом создавался с использованием последних достижений звукозаписывающей техники начала 1970-х годов, включая мультитрекинг, аналоговые синтезаторы, а также различные эффекты с магнитными записями. Звукоинженер Алан Парсонс, работавший над альбомом, был номинирован на премию Грэмми «За лучшую технику записи альбома».
Альбом занимает 6 место в списке «Топ-25 лучших альбомов прогрессивного рока по версии Progarchives.com», 4 место в списке «25 лучших классических альбомов прогрессивного рока» по версии PopMatters и 2 место в рейтинге «100 лучших рок-альбомов всех времён» по версии журнала Classic Rock. По версии журнала Rolling Stone, является лучшим прог-альбомом всех времён.

## Предыстория
В период между выпуском альбома Meddle, состоявшимся в ноябре 1971 года, и перед запланированным на середину января 1972 года концертным туром по Великобритании у музыкантов Pink Floyd появилось свободное время для работы над новым музыкальным материалом. В декабре участники группы собрались в Лондоне для репетиций, в процессе которых наметились контуры нового альбома. К этому моменту некоторые музыкальные идеи уже имелись у басиста группы, Роджера Уотерса. Свои демо-треки он записывал в студии, оборудованной в садовом помещении возле его дома на Нью-Норт-роуд в Ислингтоне. В числе этих записей был необычный басовый рифф с размером в 7/8 (основа будущей песни «Money») и незаконченная композиция «Time» (куплет и припев без текста). Кроме того, в запасе у группы оставались несколько фрагментов с ранних репетиционных сессий и в целом завершённые композиции, не вошедшие в ранее изданные альбомы. В частности, в почти готовом виде имелась пьеса «The Violent Sequence» («Эпизод со сценами насилия»), написанная в конце 1969 года Ричардом Райтом, клавишником группы, для фильма Микеланджело Антониони «Забриски Пойнт» (мотив для будущей песни «Us and Them»). Также предполагалось использовать для нового альбома Pink Floyd песню «Breathe», написанную Роджером Уотерсом в 1970 году для совместного с Роном Гисином саундтрека к фильму The Body.

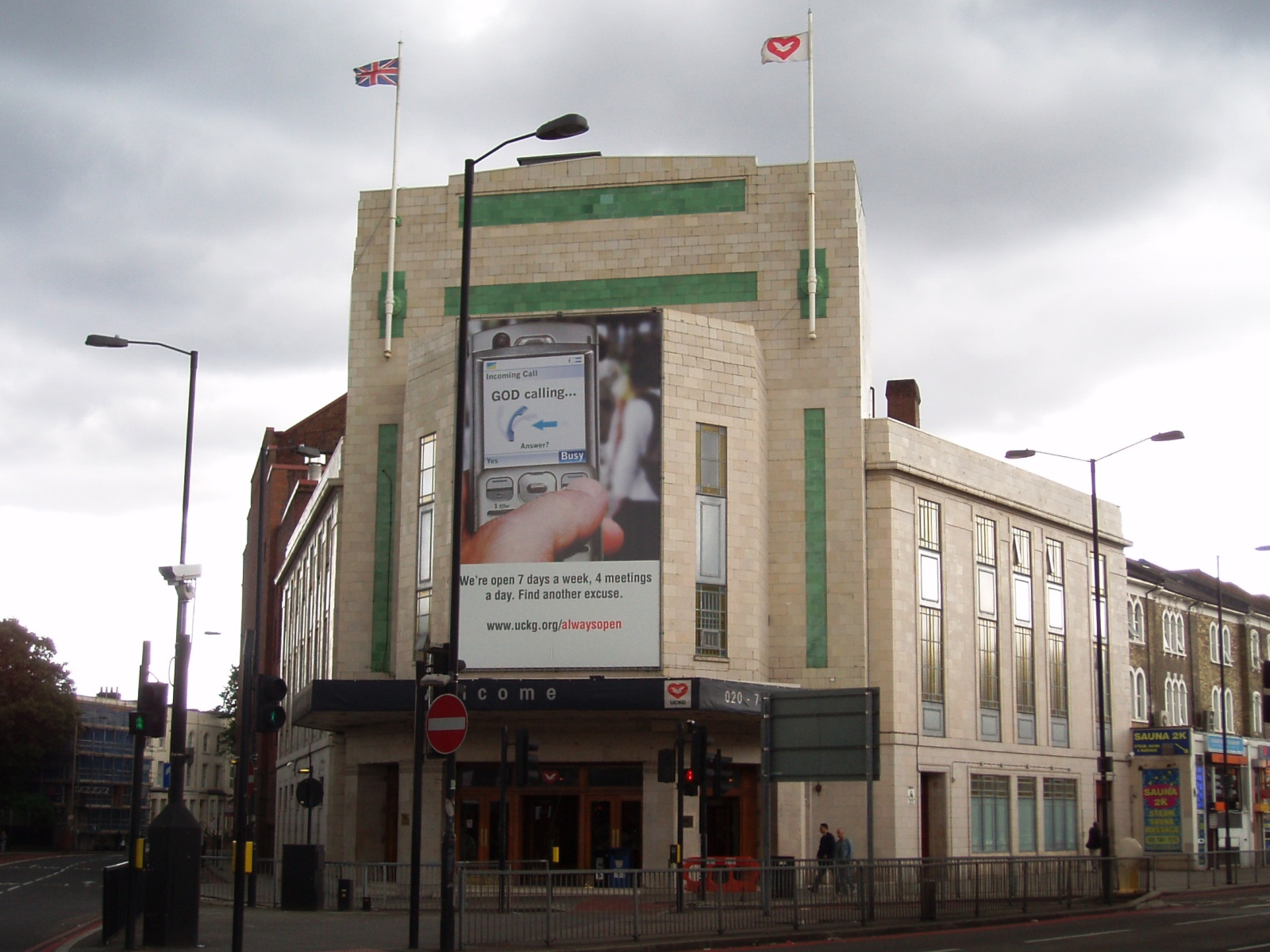
Здание Rainbow Theatre, в зале которого в феврале 1972 года впервые для прессы была представлена сюита The Dark Side of the Moon. A Piece of Assorted Lunatics

По словам ударника группы Ника Мэйсона, для того, чтобы сосредоточиться на новом проекте, участникам Pink Floyd потребовалась домашняя обстановка. Хоть музыканты и встречались ежедневно в студии звукозаписи или в гастрольных поездках, обсудить концепцию нового альбома решили за кухонным столом в доме у Ника Мейсона на Сент-Огастин-роуд в Камдене. На этой встрече, состоявшейся в декабре 1971 года, Роджер Уотерс сообщил о своей идее связать имеющиеся к тому времени музыкальные наработки общей темой. За основу текстов нового проекта он предложил взять те явления, которые «сводят людей с ума», делая акцент на давлении, испытанном группой в первые годы существования, а также на проблемах с психикой бывшего лидера Pink Floyd Сида Барретта.
Приняв его предложение, музыканты составили в ходе обсуждения список из явлений современной жизни, наиболее сильно влиявших на психику человека. В список вошли «жёсткие сроки, длительные поездки, боязнь полёта, соблазн денег, страх смерти, умственное напряжение на грани безумия» и прочее. Взяв за основу этот список, Роджер Уотерс приступил к сочинению текстов песен. Впервые стихи для всех песен альбома было доверено написать одному участнику группы, даже если он не являлся автором музыки к той или иной песне. Новый подход к созданию альбома на основе уже имеющейся концепции Ник Мейсон назвал наиболее конструктивным: «Постоянные дискуссии о целях и форме новой пластинки помогали подпитывать процесс топливом. Вдохновляясь специфическими текстами, которые поставлял Роджер, мы репетировали — а затем записывали новый материал. Это давало Роджеру возможность видеть любые музыкальные или текстовые пробелы и создавать фрагменты для их заполнения». По словам Дэвида Гилмора, гитариста Pink Floyd, во время сочинения и записи нового альбома определяющую роль начал играть Роджер Уотерс, ставший по-настоящему «движущей силой» группы.
«Начало альбому The Dark Side of the Moon положили наши репетиции на складе в Бермондси, который принадлежал группе The Rolling Stones. Там мы импровизировали или сочиняли, называйте как хотите...Многие музыкальные идеи родились внезапно в процессе импровизаций на репетициях».
Ранняя версия нового альбома была создана в начале 1972 года всего за несколько недель. До записи и официального издания диска композиции из альбома было решено «обкатать» на концертах. Сочинение и одновременно подготовка к концертам проходили во время январских репетиций: с 3 по 15 января музыканты Pink Floyd репетировали в Бермондси (Южный Лондон) на складе, арендованном у группы The Rolling Stones, с 17 по 19 января репетиции проходили в концертном зале Rainbow Theatre, а с 20 января группа Pink Floyd отправилась с новым материалом под названием The Dark Side of the Moon в гастрольное турне по Великобритании.
По воспоминаниям Ника Мейсона, впервые сюита под названием The Dark Side of the Moon. A Piece of Assorted Lunatics была исполнена в зале Rainbow Theatre в середине февраля 1972 года. Согласно данным Гленна Пови, премьера The Dark Side of the Moon состоялась несколько ранее — в январе 1972 года на выступлении группы в концертном зале Брайтон-Доум (Брайтон), а в театре Rainbow Theatre было первое исполнение нового материала для прессы.
В ходе гастрольного турне новый материал активно дорабатывался и дополнялся. Так, финал для сюиты («Brain Damage»/«Eclipse») Роджер Уотерс написал и добавил только лишь перед концертом в Лестере 10 февраля. Ник Мейсон вспоминал, что «если кто-нибудь посетил бы четыре концерта, каждый раз все звучало бы по-другому». Исполнение новых композиций на концертах способствовало их постепенному совершенствованию и обусловило в дальнейшем безупречное звучание альбома.

## История записи

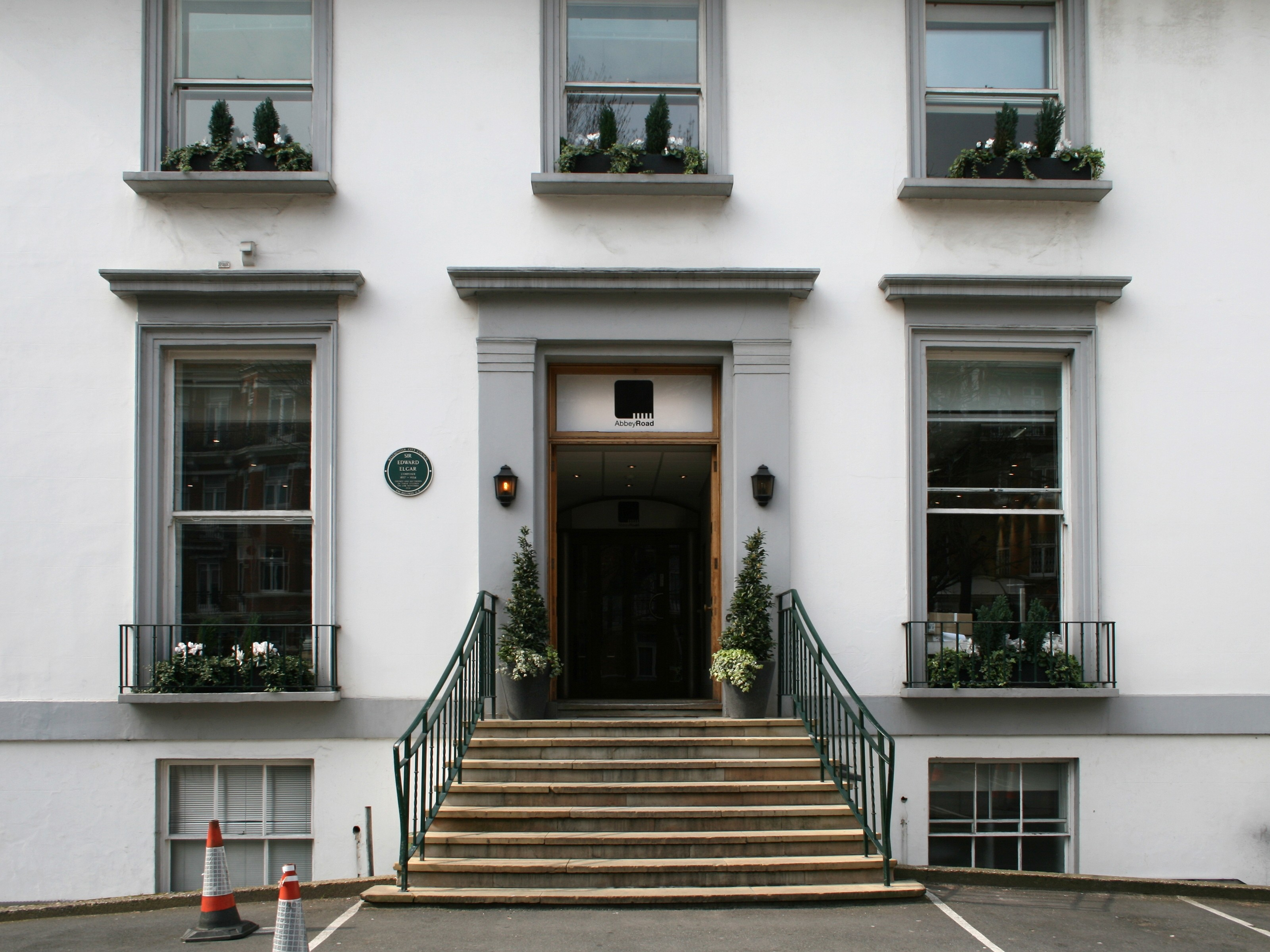
Главный вход в студию Эбби Роуд

«Пройдя через систему ученичества "EMI", Алан [Парсонс], как и все практиканты этой фирмы, приобрёл широчайшие знания всех аспектов работы в студии звукозаписи. Он стал чертовски замечательным оператором. Однако Алан также обладал прекрасным слухом и сам был достаточно способным музыкантом. Все это в сочетании с его природными дипломатическими навыками необыкновенно нам помогло».
Несмотря на то, что концертная версия The Dark Side of the Moon была достаточно хорошо проработана, запись альбома затянулась и была закончена только лишь в начале 1973 года. Это было вызвано тем, что группа отвлекалась от работы в студии частыми гастролями и дополнительными проектами, такими, как запись звуковой дорожки к фильму «Долина» и балетными постановками с Роланом Пети (Roland Petit Ballet).
Спорадически к записи альбома участники Pink Floyd приступали ещё в январе и феврале 1972 года, но полноценный процесс записи и сведения музыканты смогли начать только лишь в конце мая — начале июня 1972 года. Трёхдневные и недельные сессии звукозаписи проходили в студии EMI Эбби Роуд. Работая над The Dark Side of the Moon, участники группы сами выполняли обязанности продюсеров, поэтому устанавливали график работы таким образом, чтобы планомерно записывать трек за треком и не переходить к следующей композиции, не добившись прежде желаемого качества от текущего трека. Место звукооператора занял сотрудник EMI Алан Парсонс, ранее выполнявший обязанности помощника инженера записи при работе над Atom Heart Mother.
В конце мая окончательно была определена последовательность треков:
1. «Intro» («Speak to Me»).
2. «Travel» («Breathe»).
3. «Time» / «Home Again» («Breathe, reprise»).
4. «Religion» («The Great Gig in the Sky»).
5. «Money».
6. «Us and Them».
7. «Scat» («Any Colour You Like»).
8. «Lunatic» («Brain Damage»).
9. «End — All That You…» («Eclipse»).

В целом к 1 июня была записана первая композиция «Us and Them», к 7 июня — «Money», к 8 июня — «Time», к 25 июня — «The Great Gig in the Sky».
После длительного перерыва запись продолжилась в октябре этого же года и в январе следующего, 1973 года.
Во время январских сессий в числе прочего был записан новый вариант «On the Run» и вокализ Клер Торри к композиции «The Great Gig in the Sky» (23 января). За работу вокалистка получила 30 фунтов как студийный исполнитель, и только лишь почти тридцать лет спустя она стала получать авторские отчисления. С апреля 2005 года на всех изданиях альбома её стали включать в число авторов композиции вместе с Ричардом Райтом.
Запись альбома сопровождалась разного рода экспериментами с петлями из плёнки, со звуковыми эффектами, с возможностями нового поколения синтезаторов. В альбом The Dark Side of the Moon включили большое число элементов так называемой конкретной музыки — естественных звуков и шумов: звуков шагов, тикающих часов и звонящих будильников, работающих кассовых аппаратов и т. д. Во многом ответственным за чистейшее воспроизведение и гармоничное включение данных элементов в альбом был Алан Парсонс. Новшеством для композиций нового альбома стало нехарактерное для музыки Pink Floyd участие в записи бэк-вокалисток и саксофониста (если не считать приглашённых для записи «Atom Heart Mother» духовую секцию и хор). Ник Мейсон заметил, что женский бэк-вокал и саксофон придали диску «дополнительный коммерческий лоск».
Уже в конце записи при сведении альбома было решено добавить в некоторые композиции и переходы между ними отрывки фраз, касающиеся вопросов насилия, смерти, сумасшествия, морали и прочего. Эту идею предложил группе Роджер Уотерс. Менее, чем за полчаса музыканты Pink Floyd придумали способ как эти фрагменты речи получить. Роджер Уотерс составил список вопросов, а Ник Мейсон записал их на карточки и разложил карточки надписями вниз на музыкальной стойке в Студии-3. В этот же день к этой стойке были приглашены все, кого участники Pink Floyd смогли найти в комплексе Эбби-Роуд: звукооператоры, музыканты из других групп, записывавшихся в студиях, работники дорожной бригады Pink Floyd и т. д., всего около двадцати человек. Приглашённые брали карточки и отвечали перед микрофоном на вопросы типа «Когда вы в последний раз проявляли жестокость?» или «Что вы думаете о смерти?». Среди интервьюируемых были также Пол и Линда Маккартни, которые вместе с группой Wings в это время записывали на Эбби-Роуд альбом Red Rose Speedway, но их ответы музыканты Pink Floyd использовать не стали. Наиболее запоминающимися, по мнению музыкантов Pink Floyd, были ответы гитариста Wings Генри Маккалоу, портье Джерри О’Дрисколла, дорожных работников Криса Адамсона, Роджера Мэнифолда по прозвищу Шляпа, Питера Уоттса и его жены Патрисии (Падди).
По завершении записи фрагментов речи музыканты Pink Floyd занялись монтажом затуханий звука, которых в альбоме было запланировано значительное число, поскольку пауз между треками не предусматривалось (исключая разрыв между финалом первой стороны винилового диска и началом второго). В отсутствие современной цифровой аппаратуры это был достаточно сложный и долгий процесс. Использовалось несколько магнитофонов, подключённых к микшерному пульту, и множество микрофонных стоек, которые поддерживали петли магнитофонных лент. Для получения нужного уровня для одного заканчивающегося трека и начинающегося другого требовалась синхронная и безошибочная командная работа. Так как задействовалось большое количество микшерных потенциометров, в работе за пультом Алану Парсонсу помогали все участники группы. После записи каждого из переходов между треками их вставляли в основную плёнку альбома.
В итоге The Dark Side of the Moon был записан как единое целое с непрерывным повествованием. Структура продолжительных композиций «Atom Heart Mother» 1970 года и «Echoes» 1971 года, занимавших по целой половине диска, была перенесена на весь альбом.
«Это был один из лучших моментов, который переживает любая рок-группа. Когда все заодно, все одобряют идею и представляют, кто и что должен делать».
В феврале 1973 года участники Pink Floyd пригласили для финальной стадии микширования продюсера, имеющего бо́льший опыт, чем у самих музыкантов. Им стал Крис Томас, ранее работавший с группами Procol Harum и Roxy Music. Он должен был разрешить спор по поводу сведения вокала, звуковых эффектов, гитар и ритм-секции. Каждый из музыкантов Pink Floyd настаивал на своём способе микширования. Дэвид Гилмор и Ричард Райт предпочитали «чисто музыкальные решения» сведения, Роджер Уотерс и Ник Мейсон, напротив, стремились к экспериментам с балансом инструментов и к более широкому применению немузыкальных элементов. Дэвид Гилмор, кроме того, склонялся к использованию эхо-эффектов, а Роджер Уотерс пытался выстроить более «сухое» звучание. В итоге Крис Томас сделал так, как ему показалось правильным. Выпуск альбома был назначен на начало марта 1973 года, поэтому команда, записывавшая The Dark Side of the Moon, в последний месяц работала в напряжённом ритме в условиях нехватки времени, тем не менее, по воспоминаниям Криса Томаса, атмосфера в студии всегда была «тёплой, эффективной и…предельно дисциплинированной».
В итоге запись альбома, включавшая огромный объём работы (учитывая многочисленные перезаписи, наложения, вставки, затухания и восстановления плёнки), была завершена к началу марта. Разнородные звуковые эффекты, естественные шумы, фрагменты речи, песен и инструментальной музыки сложились в единое целое. Алан Парсонс и Крис Томас приложили все усилия для того, чтобы сделать уровень записи максимально качественным. Альбом был смикширован сразу и в квадрофонической версии. Благодаря использованию нового 24-дорожечного звукозаписывающего оборудования на студии Abbey Road и работе инженеров звукозаписи, альбом The Dark Side of the Moon установил новые стандарты для безукоризненного воспроизведения звука, став на долгие годы своего рода эталоном качества (в частности, он стал одним из самых авторитетных тестовых дисков для оценки качества hi-fi стереоаппаратуры в 1970-х годах). Техническую часть работы над альбомом, выполненную прежде всего звукоинженером Аланом Парсонсом, оценили номинацией на премию «Грэмми» 1973 года.

## Запись композиций

### Первая сторона

#### «Speak to Me»
Композиция «Speak to Me», открывающая альбом, представляет собой увертюру, которая включает в себя фрагменты основных музыкальных тем и звуковых эффектов альбома. Черновой вариант увертюры Ник Мейсон записал у себя дома, окончательный вариант он собрал уже в студии. Сам автор назвал его «цветозвуковой монтаж» («colour sound montage»). Первоначально планировалось использовать в композиции больничную запись настоящего пульса, но от неё отказались из-за «слишком напряжённого» звучания. Вместо реальных записей в композицию решено было включить сердцебиение, сымитированное с помощью лёгкого боя по басовому барабану с мягкой подкладкой. При переходе от «Speak to Me» к следующей композиции использовался фортепианный аккорд длительностью порядка минуты, записанный в обратном порядке. В композицию были включены фразы гастрольного менеджера Криса Адамсона («I’ve been mad for fucking years…») и служащего студии Эбби-Роуд Джерри О’Дрисколла («I’ve always been mad…»), а также смех Питера Уоттса. В качестве названия композиции были выбраны слова, с которыми звукоинженер Алан Парсонс обращался к находящимся в студии, чтобы настроить уровень записи

#### «Breathe»

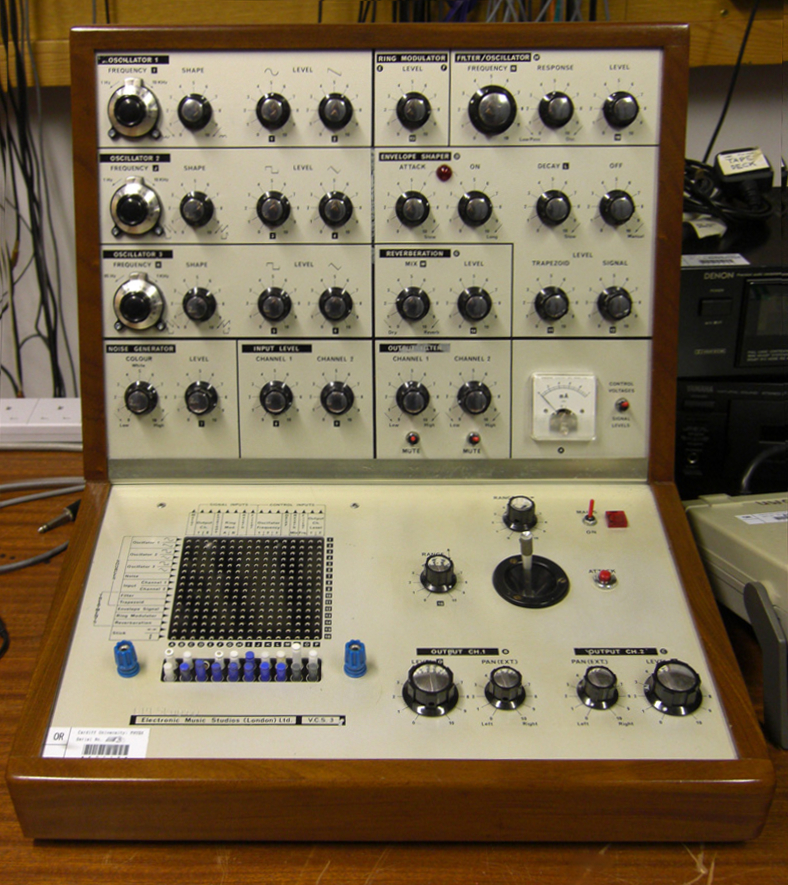
Синтезатор EMS VCS 3

Изначально песня «Breathe» («Дыши»), или «Breathe In the Air» («Вдохни воздух»), была написана Роджером Уотерсом в 1970 году для звуковой дорожки к фильму The Body. В 1972 году при записи The Dark Side of the Moon в песню были внесены некоторые изменения. Роджер Уотерс частично переписал стихи в соответствии с концепцией нового альбома (по замыслу музыкантов Pink Floyd текст песни должен был отразить «начало жизни в социальном плане»), Дэвид Гилмор и Ричард Райт написали новую музыку. Фрагмент из «Breathe» был использован в альбоме повторно — он появляется в качестве репризы после песни «Time».

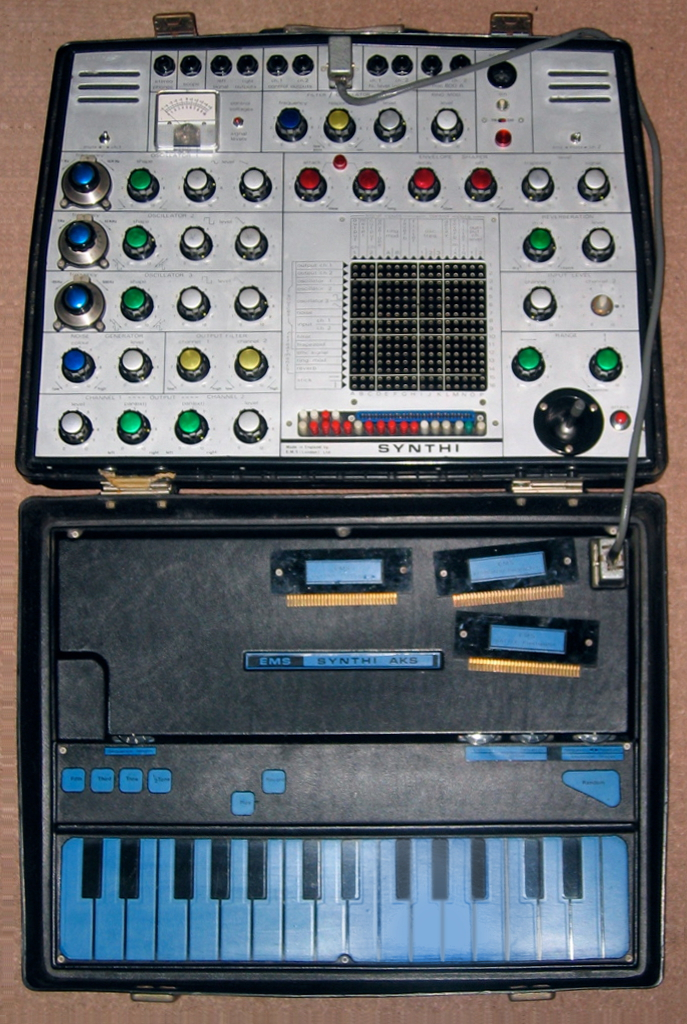
Синтезатор EMS Synthi AKS

#### «On the Run»
Инструментальная композиция «On the Run» («Бегство») в концертном варианте первоначально называлась «The Travel Sequence» («Композиция на тему путешествия») и представляла собой гитарную импровизацию с органными пассажами. Во время записи композицию переименовали и существенно переработали, сменив гитарную основу звучания трека на электронную и дополнив его разного рода звуковыми экспериментами. «On the Run» стала одной из самых последних композиций, добавленных в окончательную версию альбома. Это было связано с тем, что синтезатор EMS Synthi AKS с клавиатурой и встроенным секвенсором, одно из последних достижений музыкальной технологии, появился в студийном оборудовании только к концу 1972 года, уже на завершающем этапе работы над альбомом. Изучением работы Synthi AKS первым занялся Дэвид Гилмор, затем к нему присоединился Роджер Уотерс. Музыканты ввели в синтезатор 8-нотную последовательность, включив генератор шума и осцилляторы, и затем ускорили получившийся звуковой ряд. Таким образом, была создана основная инструментальная часть композиции. Её дополнили различными звуковыми эффектами. В числе прочего добавили звуки, созданные с помощью аналогового синтезатора EMS VCS 3 с гитарным фрагментом, воспроизведённым с помощью микрофонной стойки, которую водили по гитарным струнам. Эти звуки проиграли назад с эхо-эффектом и развели по панораме, в результате чего получилась имитация шума взлетающего самолёта. Также с помощью синтезатора EMS VCS 3 были созданы футуристические звуки, имитирующие шум проезжающего мимо автомобиля с возникновением эффекта Доплера. Для создания состояния тревожности были добавлены звуки шагов и сердцебиение. По словам Ника Мейсона, для записи естественных шумов в «On the Run» использовалась фонотека звуковых эффектов EMI, а звуки шагов записывали, используя эхо-камеру позади Студии-3. Помимо звуковых эффектов композиция была дополнена фразой, взятой из анкеты-интервью одного из гастрольных рабочих Роджера по прозвищу Шляпа, сопровождаемые его смехом: «Live for today, gone tomorrow. That’s me» («Живи сегодня, умри завтра. Это по мне»).

#### «Time»
Для композиции «Time» («Время»), авторами которой стали все участники группы, было написано развёрнутое инструментальное вступление. В её начале представлено полифоническое звучание тиканья и боя многочисленных часов, а также звон будильников. Алан Парсонс, предложивший группе использовать этот звуковой фрагмент, записал его в антикварном часовом магазине для тестовой квадрафонической пластинки примерно за месяц до начала работы над альбомом The Dark Side of the Moon. Для синхронизации звона часов с основным треком композиции использовалось большое число магнитофонов, плёнки с записями включались в нужное время по секундомеру Интродукцию композиции «Time», по словам Ника Мейсона, сочинили благодаря тому, что «в студии нашёлся набор рототомов, и мы всего лишь за несколько проб её завершили. Рототомы состояли из барабанных кож, растянутых на раме, которая была установлена на оси с нарезкой. Путём изменения натяжения рототомы можно было настраивать совсем как тимпан, так что из них удавалось извлекать контролируемый ряд тонов». Первоначальная концертная версия песни звучала гораздо медленнее, чем на диске, Дэвид Гилмор и Ричард Райт пели одновременно низкими и напряжёнными голосами. В окончательном варианте композиции вокал Дэвида Гилмора чередуется с вокалом Ричарда Райта, первый спел куплеты, второй — переходы между куплетами. Кроме этого, «Time» была дополнена женским бэк-вокалом, впервые появляющемся в альбоме именно в этой композиции. Во время концертных выступлений, предшествовавших записям в студии, окончательно оформилось гитарное соло, сыгранное Дэвидом Гилмором. В конце композиции в качестве репризы была добавлена тема из песни «Breathe».

#### «The Great Gig in the Sky»
Концертная версия инструментальной композиции «The Great Gig in the Sky» («Великое шоу в небесах») известна под названием «The Mortality Sequence» («Смертная череда»), она представляла собой органную музыку, на фоне которой звучали фрагменты записи библейских чтений и речь журналиста и борца за моральные устои Малкольма Маггериджа (Malcolm Muggeridge). Идея записи женской вокальной партии поверх инструментальной секции пришла уже во время работы над композицией в студии. Ник Мейсон предложил на роль вокалистки Кэти Бербериан, но группа остановила свой выбор на варианте Алана Парсонса, предложившего Клэр Торри. Приглашая эту певицу, участники Pink Floyd надеялись добиться более «европейского звучания», отличного от стиля бэк-вокалисток, певших в других песнях альбома The Dark Side of the Moon. Перед началом записи музыканты объяснили Клэр Торри концепцию своего будущего альбома и конкретно композиции «The Great Gig in the Sky», сообщив также, что текста в ней не будет, и попросили её просто поимпровизировать. Она спела несколько вариантов партии в разных вокальных позициях и с разным уровнем громкости, из частей которых затем скомпилировали окончательный вариант для записи трека. В дополнение к органу в этой композиции добавили партии фортепиано. Также был добавлен отрывок из интервью Джерри О’Дрисколла: «And I am not frightened of dying. Any time will do, I don’t mind. Why should I be frightened of dying? There’s no reason for it — you’ve got to go sometime» («А я не боюсь умереть, в любое мгновение, мне всё равно. Зачем мне бояться смерти?. Нет причины, ты должен когда-то уйти»).

### Вторая сторона

#### «Money»
Песня «Money» («Деньги») открывает вторую сторону диска. Звон монет, звучащий в песне, был первоначально записан Ником Мейсоном и Роджером Уотерсом в их домашних студиях, после чего был доработан в студии Эбби-Роуд. Ник Мейсон записал звучание монет с просверленными отверстиями, нанизанных на нить — эта запись была закольцована. Роджер Уотерс записал звучание монет, крутящихся в чаше. Звук рвущейся бумаги был записан музыкантами в студии. Из фонотеки EMI был заимствован только звук открывающихся кассовых аппаратов. Каждый звуковой фрагмент на магнитофонных плёнках отмерялся линейкой, вырезался и затем склеивался таким образом, чтобы звуки точно совпадали с ритмом песни. Вокальная партия была исполнена Дэвидом Гилмором. Он же сыграл одно из двух соло в песне — на гитаре, второе соло — на саксофоне — сыграно Диком Пэрри. В финале звучит голос жены гастрольного менеджера Питера Уоттса «That geezer was cruisin’ for a bruisin’…» и гитариста Генри Маккалоу «I don’t know, I was drunk at the time».

#### «Us and Them»
Мелодия «Us and Them» («Мы и Они») была написана Райтом ещё во время работы Pink Floyd над музыкой для кинофильма «Забриски-пойнт» и представляла собой фортепианную пьесу с названием «The Violent Sequence» («Эпизод со сценами насилия»). Она должна была сопровождать кадры столкновения демонстрантов с полицией, но была отвергнута режиссёром картины Микеланджело Антониони как «слишком грустная». Переписанная заново для альбома, песня была дополнена вокальными партиями в исполнении Дэвида Гилмора и Ричарда Райта, а также партиями саксофона, которые записал Дик Пэрри. В центральную часть композиции были включены фрагменты интервью Роджера Мэнифолда.

#### «Any Colour You Like»
Инструментальная композиция «Any Colour You Like» («Любой цвет, какой захочешь») написана совместно Ником Мэйсоном, Ричардом Райтом и Дэвидом Гилмором. Название взято из слогана «Any colour you like, so long as it’s black» («Любой цвет, какой захочешь, если этот цвет чёрный»), звучавшего в рекламе автомобиля Форд-Т.

#### «Brain Damage»
В песне «Brain Damage» («Повреждение мозга») вокальную партию исполнил Роджер Уотерс. Она была написана Роджером Уотерсом в 1971 году во время работы над альбомом Meddle. В песню был включён смех Питера Уоттса, который звучит также в увертюре.

#### «Eclipse»
В «Eclipse» («Затмение») ведущим вокалистом также стал Роджер Уотерс. Он использовал стиль написания текста «списком», позже, этот приём будет использован им в последующих альбомах Pink Floyd и в его сольных альбомах. В финале записано сердцебиение, на фоне которого звучит голос Джерри О’Дрисколла, произносящего фразу «There is no dark side of the Moon really, as a matter of fact it’s all dark» («На самом деле нет никакой тёмной стороны Луны — вообще-то она вся тёмная»). По утверждению Ника Мейсона, эта песня в процессе концертных исполнений подверглась значительным преобразованиям. Первоначальный вариант был намного менее динамичным, но постепенно на концертах, когда «требовалось заканчивать эту вещь на все более величественной ноте, — она приобрела достаточную мощь для того, чтобы составить подходящий финал».

## Название, концепция и поэзия альбома
«Заглавие — это не влияние астрономии, а аллюзия сумасшествия».
В ходе репетиций альбом решили назвать The Dark Side of the Moon, но позднее обнаружили, что альбом с таким же названием выпустила группа Medicine Head. В связи с этим музыкантам Pink Floyd пришлось поменять название своего альбома на Eclipse («Затмение»), но после того, как выход диска Medicine Head остался незамеченным, группа вернулась к первоначальному варианту названия. В ходе первых концертов Pink Floyd с января по март 1972 года с новой программой её названием было The Dark Side of the Moon. A Piece of Assorted Lunatics. Начиная с гастрольного тура по Северной Америке в апреле 1972 года, новую сюиту переименовали в Eclipse. Только лишь в сентябре того же года рабочим названием нового альбома вновь стало The Dark Side of the Moon.
Первый тираж альбома был выпущен под названием The Dark Side of the Moon, однако в дальнейшем определённый артикль был опущен.
The Dark Side of the Moon — первая концептуальная работа группы Pink Floyd. Объединяющей темой для всех композиций стал гнёт различных обстоятельств и явлений современной жизни на человека.
В тот период, когда только рождался замысел концепции нового альбома, Роджер Уотерс в интервью Майклу Уэйлу объяснял: «мы можем сделать цельную вещь о том давлении, которое, как мы почувствовали на собственной шкуре, доводит человека до предела; о прессинге, заставляющем зарабатывать кучу денег; о понятии времени, которое бежит слишком быстро; о структурах власти — таких, как церковь или государство; о насилии; об агрессивности».
Эта идея стала мощным катализатором творчества Pink Floyd. Для каждой композиции альбома музыканты выбрали определённую тему, причём некоторые темы были раскрыты без стихов Роджера Уотерса, только при помощи музыки.
В тексте песни «Breathe» («Дыши») было отражено сопровождаемое соответствующими проблемами «начало жизни в социальном плане».
В композиции «On the Run» («Бегство»), по мнению Николаса Шэффнера и Энди Маббетта, редактора журнала The Amazing Pudding и автора ряда книг о Pink Floyd, Роджер Уотерс передал квинтэссенцию состояния паранойи (Алан Парсонс, Джон Харрис и другие более конкретно интерпретируют идею композиции, как выражающую «страх перед полётами»).
В песне «Time» («Время») отражён страх приближения старости, в то время как жизнь проходит мимо.
«The Great Gig in the Sky» («Великое шоу в небесах»), первоначально называвшаяся «Mortality Sequence» («Смертная череда») и «Religious Theme» («Духовная тема»), по замыслу музыкантов группы выражает обращение к смерти.
Начинающаяся со звуков открываемого кассового аппарата и звона монет «Money» («Деньги») высмеивает человеческую жадность (по иронии судьбы, песня была издана в США в формате сингла, занявшего 13-е место в хит-параде и ставшего коммерчески успешным).
Текст песни «Us and Them» («Мы и они»), по мнению Энди Маббетта, отражал «антивоенные и антииерархические» настроения Роджера Уотерса. Николас Шэффнер также отмечал, что в этой песне отчасти может быть затронута судьба отца Роджера Уотерса, погибшего на войне: «„Us and Them“ сурово критикует генералов, которые, готовясь к военным действиям, забывают, что „линия фронта, проведённая от края до края“ („the lines on the map moved from side to side“) — это тоже люди».
«Brain Damage» описывает психическое расстройство на почве огромной популярности и успешности. «Eclipse» говорит о более общих вещах, завершая альбом не на столь мрачной ноте.
Все факторы, ведущие к помешательству, которые стали темами для композиций альбома, Роджер Уотерс объединил в изложение жизни доведённого до сумасшествия молодого человека. По словам Николаса Шэффнера, в текстах песен The Dark Side of the Moon нашли отражение аллюзии реальной жизни Роджера Уотерса и Сида Барретта. Подобное обращение автора стихов к собственному прошлому и к прошлому бывшего лидера Pink Floyd получило развитие в последующих альбомах группы и привело в итоге к слиянию биографий и судеб в образе Пинка — главного героя рок-оперы The Wall.
Альбом открывают и завершают звуки сердцебиения, связывающие воедино весь цикл песен (этот циклический мотив повторяется на обложке диска, где луч рассеивается сквозь призму и возвращается в прежнее состояние, проходя через другую призму). Согласно комментариям Дэвида Гилмора:

Это соотносится с внутренним миром человека и задаёт настроение для музыки, описывающей чувства, испытанные им в течение всей его жизни. Среди хаоса существует красота и надежда для человечества. С помощью этого эффекта слушателю легче понять смысл всего того, о чём идёт речь.
Оригинальный текст (англ.)It alludes to the human condition and sets the mood for the music which describes emotions experienced during a lifetime. Amidst the chaos there is beauty and hope for mankind. The effects are purely to help the listener understand what the whole thing is about.

Тексты для всех песен альбома написал Роджер Уотерс. По этому поводу Николас Шэффнер заметил, что Роджер Уотерс, став единственным автором текстов Pink Floyd, использовал The Dark Side of the Moon не только как «средство для осуществления своих концептуальных амбиций», но и как «рупор для обнародования своего личного мировоззрения», критикуя существующий миропорядок и пропагандируя человеческие ценности.
В интервью для фильма Classic Albums: Pink Floyd – The Making of The Dark Side of the Moon Роджер Уотерс сказал, что поэзия The Dark Side of the Moon восходит к стихам композиции «Echoes» из альбома 1971 года Meddle: «Это было началом того самого сочувствия. Знаете, идёт по улице незнакомец, ты случайно встречаешь его взгляд и понимаешь, что ты — это он, а он — это ты сам. С тех пор эта мысль проходила красной нитью через всё, что я делал и воплотилась в альбоме The Dark Side of the Moon». Тексты The Dark Side of the Moon заметно отличаются от более ранней поэзии Pink Floyd. Согласно словам самого Роджера Уотерса, в своих стихах он намеревался «спуститься с небес на землю, меньше внимания уделять полетам фантазии и больше — тому, что волнует нас самих как обычных людей». Дэвид Гилмор вспоминал, что «Роджер пытался сделать свои тексты очень простыми, доступными и понятными. Частично из-за того, что в других текстах люди могли прочесть то, чего там и в помине не было».
Поэзия альбома получила положительные отзывы и высокие оценки. Так, например, журналист и музыкальный критик Найджел Уильямсон полагал, что строки песен альбома, например, «цепляться за жизнь в тихом отчаянии — это так по-английски» из «Time», мог бы написать Ивлин Во, Сомерсет Моэм или кто-либо ещё из классиков английской литературы, эта «тема английского характера проходит через весь альбом…». Вместе с тем некоторые критики отметили «понятное даже детям решение и слишком буквальное изложение тем, в отличие от, скажем, непредсказуемости барреттовского „Bike“ из первого альбома». Сам автор так же оценивал свои стихи как «довольно незрелые, материал для школьного возраста». В то же время Роджер Уотерс считал, что «в контексте музыки, в контексте всего альбома люди готовы принять эту наивную восторженность, готовность отстаивать свою позицию и попытку оставаться искренними в своём отношении к жизни».

## Дизайн обложки
Авторы обложки диска — Сторм Торгерсон и Обри Пауэлл из дизайн-студии Hipgnosis. Они предложили музыкантам Pink Floyd семь различных макетов обложки, но единогласно было выбрано изображение пирамидальной призмы, превращающей белый луч в радугу. По словам Сторма Торгерсона, он был удивлён быстро прошедшей презентации дизайна обложки: «они пришли, переглянулись, покивали друг другу и сказали „это“».
На внутренней части разворота альбома изображена звуковая волна биения сердца. Торгерсон: «Если этот альбом о чём-то, то он, вероятно, о безумии: обратная сторона Луны, абсурдность, другая сторона обычной жизни человека. Там есть кусочки, где люди говорят о своей жизни, и в качестве фонового ритма они взяли биение сердца.».
Прохождение луча света сквозь призму на лицевой обложке альбома демонстрирует явление дисперсии света в физике. Обратная сторона обложки изображает конвергенцию спектра через перевёрнутую призму, что позволяет, соединив концы развёрнутых обложек вместе, достичь повторяющегося до бесконечности замкнутого в кольцо оптического эффекта. Данное изображение полностью отражает идею альбома. Идея перенести символ призмы на обратную сторону обложки принадлежала Роджеру Уотерсу. По утверждению Сторма Торгерсона, в призме на обложке заложены три основных элемента: во-первых, это напоминание о световых эффектах, являющихся важнейшей частью концертных выступлений Pink Floyd; во-вторых, на обложке присутствует символика треугольника, обозначающая амбициозность, одну из главных тем песен альбома; в-третьих, это простота изображения — ответ Ричарду Райту, который попросил изобразить на обложке что-то «простое, смелое и драматичное».
По сложившейся уже традиции на обложку не были вынесены ни название группы, ни название диска. В то же время во внутренней части конверта впервые были напечатаны все тексты песен альбома.
Кроме того, на развороте конверта были размещены фотографии египетских пирамид в Гизе, которые для Сторма Торгерсона представляли «космическую версию призмы». Поскольку Hipgnosis предпочитали делать настоящие фото и избегать фотомонтажа, дизайнерам пришлось съездить в Египет, чтобы снять пирамиды ночью при полной луне.
Для того, чтобы цена на альбом не была высокой из-за дорогого оформления, группа согласилась на меньший гонорар. «Это было время, когда обложки действительно что-то значили, — комментирует Торгерсон — Это был подарок для поклонников».
В 2011 году обложка альбома заняла первое место в списке лучших обложек альбомов всех времён по мнению читателей интернет-издания Music Radar. В 2024 году редакция журнала Rolling Stone присудила обложке пластинки 4-е место в списке 100 лучших обложек альбомов всех времён: «…один из самых знаковых и интригующих образов семидесятых».

## Выпуск альбома
Официальный выход альбома The Dark Side of the Moon состоялся 10 марта 1973 года в США и 23 марта 1973 года в Великобритании. В чарте США альбом поднялся до 1-го места, в чарте Великобритании — до 2-го места. Уже в апреле диск стал золотым, как в Великобритании, так и в Америке. В США The Dark Side of the Moon стал первым альбомом Pink Floyd, попавшим в Top 40 и при этом сразу на первое место. Альбом находился в числе сорока лучших в американском хит-параде на протяжении 15 месяцев. В Великобритании впереди The Dark Side of the Moon оказался лишь альбом Элиса Купера Billion Dollar Babies, занявший первую позицию. Альбом Pink Floyd не покидал британский Top 40 в целом с 1973 до 1978 года. Мировой объём продаж The Dark Side of the Moon превысил на тот момент 25 миллионов копий.
В Великобритании компания EMI 27 февраля организовала представление альбома на пресс-конференции, устроенной в лондонском планетарии. Музыканты Pink Floyd (за исключением Ричарда Райта) решили бойкотировать это мероприятие, расценив это решение как «идиотское». На презентации планировалось представить квадрофонический вариант альбома, но он ещё не был готов. Против воли участников группы сотрудники EMI представили в планетарии стереоверсию альбома. Вместо музыкантов Pink Floyd журналистов на пресс-конференции встретил «квартет из четырёх фотографий флойдовцев в полный рост».
К моменту выпуска The Dark Side of the Moon, музыканты Pink Floyd столкнулись с проблемой дистрибуции альбома в США. Фирма Capitol, американский партнёр EMI, не обеспечивала высокого уровня продаж дисков Pink Floyd. В связи с чем Стив О’Рурк заявил руководству EMI, что группа намерена сменить фирму звукозаписи в США. Узнав об этом, новый президент Capitol Records Бхаскар Менон лично встретился в Марселе с Pink Floyd и убедил Стива О’Рурка в том, что сделает всё необходимое для успешного распространения альбома на американском рынке. Благодаря стараниям Бхаскара Менона The Dark Side of the Moon стал первым альбомом группы Pink Floyd, попавшим в США в чарты и сразу на первое место. Важнейшее значение для роста продаж альбома в США имели частые трансляции на американских музыкальных FM-радиостанциях песни «Money».
The Dark Side of the Moon вошёл в историю звукозаписи, установив рекорды по продажам и пребыванию в чартах. В 1983 году альбом вытеснил на второе место запись Johnny Mathis’s Greatest Hits, не покидавшую хит-парады 490 недель до 1968 года. После чего The Dark Side of the Moon оставался в чартах ещё 5 лет до 1988 года, установив рекорд в 724 недели. К этому времени он занимал четвёртое место в списке самых продаваемых альбомов в мировой музыкальной индустрии — после альбома Thriller Майкла Джексона, звуковой дорожки к фильму Saturday Night Fever и альбома Rumours группы Fleetwood Mac. The Dark Side of the Moon остаётся в числе лучших и к настоящему времени. Так, по данным на 2013 год его тираж составляет более 45 млн экземпляров.
Рекордные продажи альбома дали повод для появления множества статистических исследований и прочих фактов как реальных, так и вымышленных. Так, например, утверждается, что экземпляр The Dark Side of the Moon имеется в каждой четвёртой британской семье. В одной из статей журнала Q сообщалось, что с таким количеством проданных копий этого альбома практически невозможно, чтобы его не слушали постоянно в любой отдельно взятый момент в какой-либо из точек планеты. Также в прессе сообщалось, что некоторое время в Германии один из заводов по выпуску компакт-дисков печатал исключительно только копии The Dark Side of the Moon. Кроме этого, альбом возглавил своеобразный чарт, неофициально составленный журналом Sounds, который включал музыку для секс-шоу в квартале красных фонарей в Амстердаме.
На продажи альбома повлияло множество самых разных факторов. Прежде всего, это «коммерческое звучание» The Dark Side of the Moon, ему присуща большая мелодичность, чем всем предыдущим записям группы. Также определённую роль сыграли тексты песен, объединённые общей темой, «более доступные и понятные». Слова, затрагивающие «вечные» темы, и музыка, сохраняющая «новизну звучания», способствовали тому, что диск завоевал популярность у разных возрастных категорий слушателей и продолжает привлекать всё новые и новые поколения. Кроме того, время выхода альбома совпало со временем становления AOR-радиостанций, ориентированных на передачу в эфире рок-альбомов — благодаря плавным переходам от одной композиции к другой радиостанции зачастую играли в эфире не одну, а несколько треков The Dark Side of the Moon подряд. Высокий уровень техники звукозаписи в сочетании с необычными звуковыми эффектами стал причиной того, что альбом покупали также и как пластинку-эталон для высококачественных стереосистем.

### Мнения участников группы
Отвечая в 1988 году на вопрос Николаса Шэффнера, автора книги «Блюдце, полное чудес. Одиссея Pink Floyd», почему альбом до сих пор хорошо продаётся и не покидает чартов, Ричард Райт отметил:

…после того как мы все сделали и прослушали альбом в первый раз в студии, я подумал: «Великолепный альбом. Успех обеспечен». Почему он все ещё продается, я не знаю. В то время это волновало. Казалось, что все ждали этот альбом, ждали, что явится кто-то и запишет его.

По мнению Дэвида Гилмора (в том же интервью Николасу Шэффнеру):

…она затронула нужную струнку, пластинка и сейчас не кажется устаревшей. Когда я её слушаю, я нахожу, что звучит она отлично. Но если честно, я не могу сказать, почему на её долю выпал такой длинный век по сравнению с другими великими пластинками, вышедшими в то же время.

Мы всегда знали, что она разойдется большим тиражом, чем что-либо записанное нами до того, потому что она более цельная и насыщенная. И обложка у неё лучше. Все детали концептуально связаны между собой.

Дэвид Гилмор отмечает в The Dark Side of the Moon ряд недостатков. В частности, он критично относится к его звучанию, особенно там, где это касается подзвучки ударных. Также гитарист Pink Floyd заметил, что в некоторых моментах средства воплощения идей альбома были слабее самих идей, в отличие от альбома Wish You Were Here, который Дэвид Гилмор считает более совершенным и цельным, чем The Dark Side of the Moon, связи между идеями и средствами их выражения в последнем были не полностью доработаны.
Отвечая на тот же вопрос, что и Ричард Райт с Дэвидом Гилмором, Ник Мейсон заметил, что:

Думаю, какой-то определённой причины нет. Скорее всего, здесь задействован целый комплекс моментов: и пластинка сама по себе, и все её содержание. Плюс к тому — это нужный альбом, появившийся в нужное время и породивший, в свою очередь, ещё один толчок или импульс. Ведь, находясь в чартах так долго, он заставлял людей задуматься: «О, это именно тот альбом, который там так долго держится!» Мы не страдали отсутствием понимания того, что это — один из лучших когда-либо записанных альбомов. Думаю, что это — хороший диск, и очень им горжусь…

Все это — набор разнообразных случайностей, которые принесли нам удачу. Основная мысль повествования или содержащиеся в сюжете идеи продержались так долго потому, что они — своеобразное послание из 60-х годов.

Характеризуя композиции альбома в своей книге «Вдоль и поперёк: Личная история Pink Floyd», Ник Мейсон называет их «по-настоящему яркими и сильными», «общая идея, связавшая песни, — различные формы давления современной жизни на человека — нашла универсальный отклик и по-прежнему продолжает захватывать воображение». Автор отмечает глубину текстов песен: «они несут в себе резонанс, на который люди с лёгкостью откликаются…они достаточны просты и ясны, чтобы их понял слушатель, недостаточно хорошо владеющий английским языком». Кроме того, «музыкальное качество, в первую очередь обеспеченное гитарой и голосом Дэвида, а также клавишными Рика, установило фундаментальный саунд группы Pink Floyd…» К числу факторов, способствовавших коммерческому успеху диска, Ник Мейсон отнёс высочайшее качество звучания, обеспеченное Аланом Парсонсом и Крисом Томасом, оригинальный дизайн обложки, а также усилия звукозаписывающих компаний, прежде всего, Capitol Records в США: «Закончив „The Dark Side of the Moon“, мы все осознали, что это очень хорошая пластинка — в своей целостности определённо лучшая из всех, какие к тому времени мы уже сделали».
Роджер Уотерс дал следующий комментарий по поводу успеха альбома:

Альбом очень хорошо сбалансирован и выстроен — с точки зрения динамики и музыки. Думаю, привлекает и гуманность его подхода.

Кроме того, Роджер Уотерс отмечал, что альбом может «успокаивать людей, поскольку позволяет им чувствовать, что умопомешательство — вполне нормальная вещь… потому что это — музыкальная версия известной истины: „С сегодняшнего дня начинается отсчет остатка твоей жизни“. Там все о том, что такое — твоя жизнь и что происходит с тобой сейчас, происходит каждую минуту. Альбом рассказывает об иллюзии работы на износ, в погоне за призрачным счастьем. Философия, которая в нём заключена, мало что значит для большинства людей. Это, скорее, имеет отношение к Большому Полотну.».

### Критика
| Оценки критиков               | Оценки критиков |
| Источник                      | Оценка          |
| ----------------------------- | --------------- |
| 1001 Albums You Must Hear…    | без оценки      |
| AllMusic                      | [ 97 ]          |
| BBC                           | без оценки      |
| Billboard                     | [ 99 ]          |
| Christgau’s Record Guide      | (B)             |
| Circus                        | без оценки      |
| Džuboks                       | без оценки      |
| Encyclopedia of Popular Music | [ 103 ]         |
| The Great Rock Discography    | [ 104 ]         |
| MusicHound Rock               | [ 105 ]         |
| NME                           | 8/10            |
| Q                             | [ 107 ]         |
| Rolling Stone                 | (без оценки)    |
| The Rolling Stone Album Guide | [ 109 ]         |
| Sputnikmusic                  | 5/5             |
| Stereo Review                 | без оценки      |
| Uncut                         | [ 106 ]         |

Альбом The Dark Side of the Moon нередко рассматривается как одно из лучших музыкальных произведений последнего времени. В такой оценке учитываются не только рекордные продажи альбома, но и его культурная ценность. В частности, журналист и телеведущий, специализирующийся на музыкальной тематике, Роберт Сэндолл отметил, что The Dark Side of the Moon — это «одно из самых значительных произведений искусства за последние пятьдесят лет. Он повлиял на многих людей по всему миру. Здесь нельзя сказать „это дело вкуса“ или „мне нравится только последняя песня“ — это законченный шедевр». Как одно из самых лучших рок-произведений всех времён оценивает The Dark Side of the Moon бывший менеджер Pink Floyd Питер Дженнер, считающийся «одним из самых суровых критиков творчества этой группы».
The Dark Side of the Moon называют высшим достижением Pink Floyd, развившимся на основе всех предшествующих этому альбому музыкальных работ группы. Так, например, американский журналист и автор книг о рок-музыке Николас Шэффнер, упоминая о The Dark Side of the Moon как о «шедевре Pink Floyd», отмечал, что «в мастерски созданном сочетании звуковых эффектов и фрагментов живой речи с особой музыкальной атмосферой и студийной технологией „Dark Side“ предстает апофеозом пятилетнего экспериментаторства с переменным успехом и пяти лет борьбы с сумасшествием человека, который сделал „Пинк Флойд“ имя и помог добиться славы». Это подтверждают и сами участники группы. Ричард Райт назвал каждый предыдущий альбом Pink Floyd одной из ступеней к The Dark Side of the Moon: «Мы постоянно учились, осваивали технику звукозаписи, наши сочинения становились все лучше». Дэвид Гилмор отмечал, что «если взять „A Saucerful of Secrets“, композицию — „Atom Heart Mother“, затем — „Echoes“, то все они очень логично выстраиваются в цепочку, которая ведет к Dark Side of the Moon и всему тому, что было написано после него». В творческом плане The Dark Side of the Moon, по мнению Питера Дженнера, стал первым альбомом Pink Floyd, в котором музыканты группы окончательно освободились от влияния их бывшего лидера Сида Барретта.
По словам Николаса Шэффнера, альбом The Dark Side of the Moon собрал «самые восторженные рецензии за всю историю группы». В частности, Стив Пикок в год выхода альбома писал на страницах журнала Sounds:

Меня совершенно не волнует, слышали ли вы в своей жизни хотя бы одну нотку из всего сочиненного Пинк Флойд, но я всем настоятельно рекомендую «Dark Side of the Moon»… Во всех отношениях, это — великая музыка.

Успех, сопутствовавший альбому, в немалой степени зависел от его стихов, связанных общей темой. Так, например, музыкальный редактор журнала Rolling Stone Дэвид Фрике утверждал, что The Dark Side of the Moon — это «настоящий концептуальный альбом. В нём есть замысел, общая тема песен, пространство музыки и при этом он будоражит воображение».
Журналист и музыкальный критик Найджел Уильямсон назвал The Dark Side of the Moon «великим альбомом», акцентируя внимание на его влияние на мировую рок-музыку. По его словам, с появлением The Dark Side of the Moon «андерграундная музыка, прогрессивный рок стали мейнстримом».
Роберт Сэндолл подчёркивал многогранность музыки The Dark Side of the Moon: «У этого альбома много традиционных поп-качеств, ему вполне можно подпевать, но в то же время, если слушать его в темной комнате, можно улететь в иные миры».
Особо отмечаются технология записи и звучание альбома The Dark Side of the Moon. Крис Томас заметил, что альбом The Dark Side of the Moon «был, безусловно, очень хорошо сведён, прекрасно скомпонован и великолепно записан», Pink Floyd, по его мнению, — «это первая группа, попытавшаяся создать музыку будущего». Роберт Сэндолл, как и Крис Томас, назвал создание The Dark Side of the Moon попыткой «создания звуковой картины будущего». Найджел Уильямсон охарактеризовал звуковые эксперименты в альбоме как «необычные и интересные для восприятия». Также он отметил гитарную работу Дэвида Гилмора: «С одной стороны гитара Дэйва звучит очень блюзово. С другой, это совершенно космический, очень прозрачный, какой-то неземной звук». Вокал и гитарная музыка Дэвида Гилмора стали важнейшей составляющей альбома. Благодаря музыкальному вкладу Гилмора концептуальный замысел Роджера Уотерса стал более доступным для слушателей. Звукорежиссёр и музыкальный продюсер Ник Гриффитс заметил, что «Дэйв заставил людей наслаждаться пластинкой, а Роджер заставил их задуматься. Эта комбинация прекрасно сработала».
На звучание The Dark Side of the Moon определённое влияние оказала музыка группы The Beatles. Прежде всего музыка альбома Abbey Road. В песне «Us and Them» слышны вокальные гармонии «Sun King», в песнях «Brain Damage» и «Eclipse» слышны гитарные риффы «Dear Prudence» и «I Want You (She’s So Heavy)» соответственно. Признавая факт влияния The Beatles, прежде всего, в технике звукозаписи, Дэвид Гилмор отрицал в то же время какие-либо сознательные заимствования.

### Статистика по продажам и чарты
22 марта 1980 года — рекорд пребывания в чартах Великобритании — 303 недели;

29 октября 1983 года — мировой рекорд пребывания в альбомных чартах — 491 неделя;

30 апреля 1988 года — рекорд пребывания в альбомных чартах США Billboard Top 200 — 724 недели.
| Год  | Чарт                        | Позиция |
| ---- | --------------------------- | ------- |
| 1973 | Austrian Albums Chart       | 1       |
| 1973 | UK Albums Chart             | 2       |
| 1973 | ФРГ (Offizielle Top 100)    | 6       |
| 1973 | Mega Album Top 100          | 2       |
| 1973 | VG-lista                    | 2       |
| 1973 | США (Billboard 200)         | 1       |
| 1975 | New Zealand Albums Chart    | 1       |
| 1993 | German Albums Chart         | 3       |
| 1993 | Australian Albums Chart     | 11      |
| 1994 | Sverigetopplistan           | 15      |
| 2001 | French Albums Chart         | 94      |
| 2003 | FIMI Albums Chart           | 2       |
| 2003 | Portugal Albums Chart       | 3       |
| 2003 | Ultratop Wallonia 50 albums | 28      |
| 2003 | Ultratop Flanders 50 albums | 42      |
| 2005 | Suomen virallinen lista     | 10      |
| 2006 | Swiss Albums Chart          | 8       |
| 2006 | Spanish Albums Chart        | 15      |
| 2006 | Tracklisten Album Top-40    | 21      |
| 2010 | Greek Albums Chart          | 5       |
| 2010 | Mexican Albums Chart        | 61      |

## Синглы
7 мая 1973 года издание альбома The Dark Side of the Moon на музыкальном рынке США сопровождалось выпуском сингла «Money» (с инструментальной композицией «Any Colour You Like» на второй стороне). В чарте Billboard сингл занял 13 место, став первым хитом Pink Floyd, попавшим в американский Top 40. Помимо США сингл «Money» был издан в Канаде, Мексике, в таких европейских странах, как Бельгия, Дания, Франция, Германия, Греция, Италия, Нидерланды, Норвегия, Португалия и Испания, а также в Австралии и Новой Зеландии. В Великобритании, где группа с 1968 года отказалась от выпуска синглов, «Money» официально не издавался.
Также сингл «Money» в 1973 году (с другими композициями на второй стороне) был выпущен на локальных рынках: в Боливии («Money»/«Speak to Me») и Мексике («Money»/«Us and Them»). В 1974 году были изданы синглы «Time»/«Us And Them» (Канада), «Time»/«Breathe» (Франция), «Money»/«Time» (Таиланд), «Us And Them»/«Time» (США).
В 1987 году Роджер Уотерс записал на синглах концертную версию песни «Money». Синглы в формате 7" — «Sunset Strip»/«Money (live)» (издан в Австралии, Канаде, Франции, Германии, Испании, США и Великобритании), «The Tide Is Turning (After Live Aid)»/«Money (live)» (издан в Великобритании). В формате 12" — синглы «The Tide Is Turning (After Live Aid)»//«Money (live)»/«Get Back To Radio (demo)» (Великобритания), «Sunset Strip»//«Money (live)»/«Get Back To Radio (demo)» (Канада, Франция, Германия, Нидерланды), в формате CD — сингл «The Tide Is Turning (After Live Aid)»//«Money (live)»/«Get Back To Radio (demo)» (Великобритания).

## Концертные исполнения

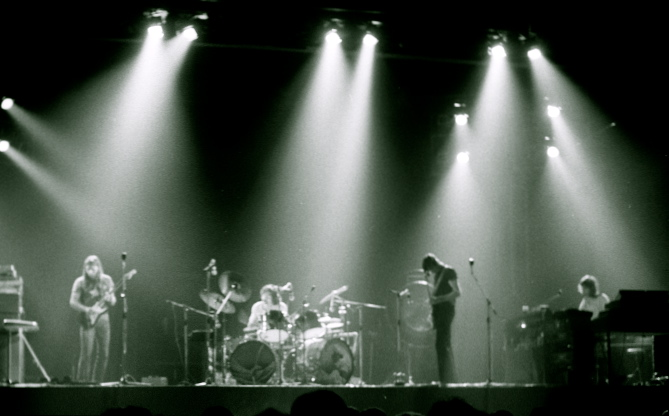
Один из концертов гастрольного тура Dark Side of the Moon — 18 мая 1973 года в Earls Court (Лондон)

Премьера сюиты The Dark Side of the Moon состоялась по данным Гленна Пови 20 января 1972 года на выступлении группы в концертном зале Брайтон-Доум (Брайтон) — почти за год до записи и официального издания альбома.
Наиболее впечатляющим ранним исполнением The Dark Side of the Moon по словам Ника Мейсона было выступление в лондонском зале Rainbow Theatre в середине февраля 1972 года. Это представление Николас Шэффнер включил в число концертов, вошедших в историю Pink Floyd. К этому времени концертное оборудование группы весило порядка 9 тонн и размещалось в трёх грузовиках. Включало семь концертных колонок, новую систему усиления и 28-канальный микшерный пульт с четырьмя квадрофоническими выводами. Благодаря рекламе в Melody Maker все четыре концерта в Rainbow Theatre прошли с аншлагом.
Концертный тур Dark Side of the Moon проходил с января по май 1972 года в Великобритании, Японии, Северной Америке, а также в Нидерландах и Германии, в сентябре 1972 года — в Северной Америке, с октября по декабрь 1972 года — в странах Европы, в марте и в июне 1973 года — в Северной Америке, в октябре и ноябре 1973 года — в Германии, Австрии и Великобритании. На концертах 1972 года The Dark Side of the Moon исполняли как правило в первом отделении, начиная с североамериканских гастролей в марте и июне 1973 года сюита стала частью второго отделения концертного представления. Одним из самых ярких выступлений турне по США стал по мнению Николаса Шэффнера концерт в зале Радио-сити-мьюзик-холл в Нью-Йорке 17 марта 1973 года. По его словам, этот концерт посетило большое число знаменитостей, какого не было ни до, ни во время пика популярности Pink Floyd.

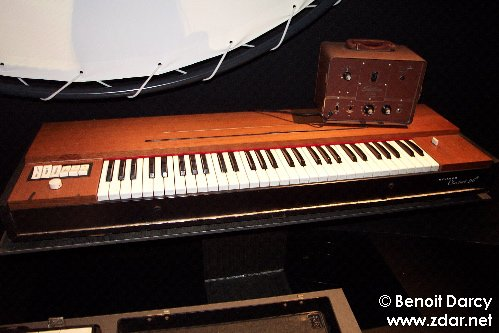
Клавинет фирмы Hohner, на котором играл Ричард Райт во время турне The Dark Side of the Moon (1972—1973 годы)

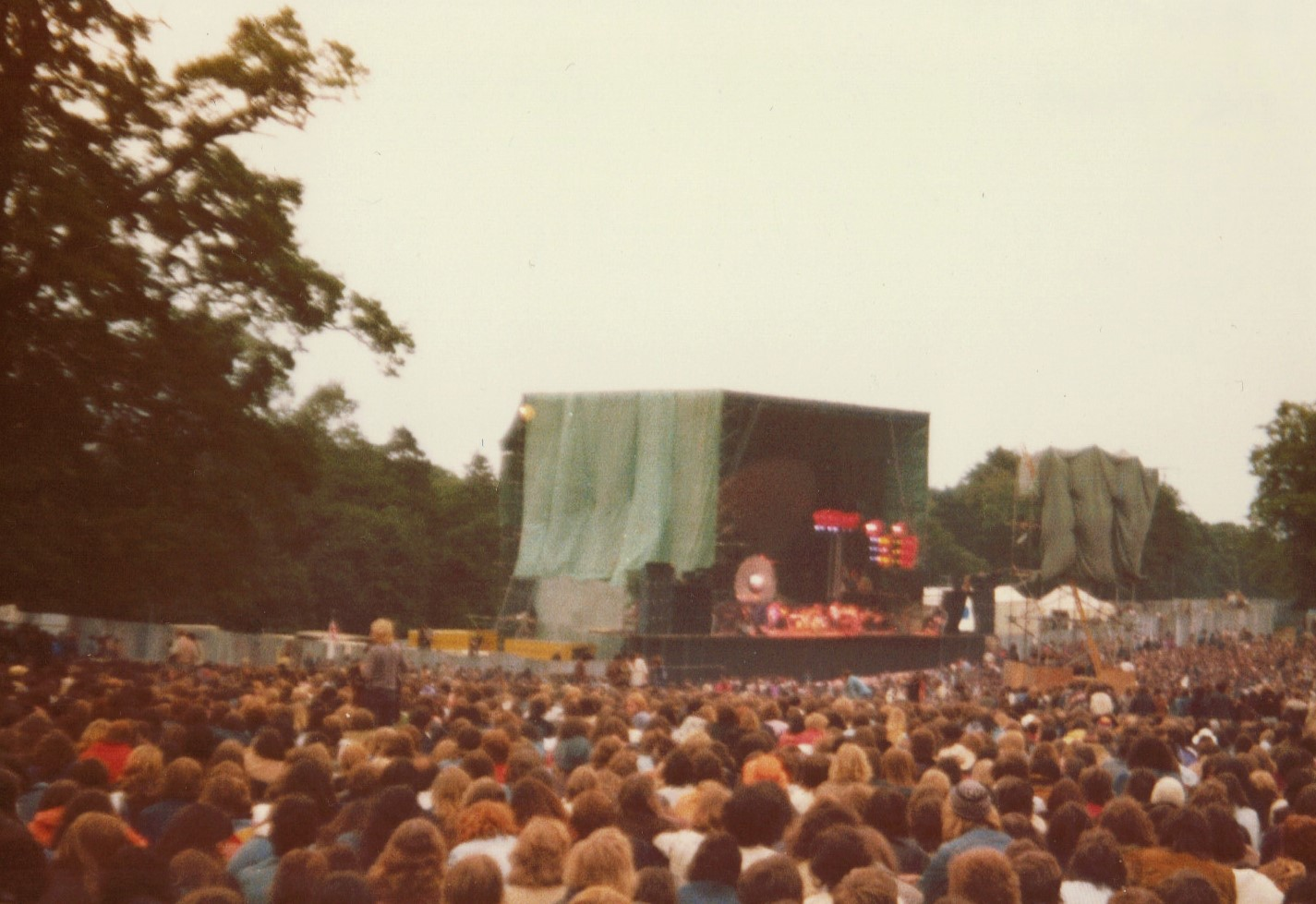
Концерт Pink Floyd на фестивале в Небуорте 5 июля 1975 года, после которого The Dark Side of the Moon не исполнялась вплоть до 1994 года

Североамериканский гастрольный тур марта 1973 года внёс изменения в световое представление группы. Новый специалист по сценическому дизайну Артур Макс дополнил шоу рядом новшеств, в числе которых были поднимавшиеся на гидравлике вышки с установленными на них прожекторами на рамах. Кроме того, группа впервые стала использовать на концертах круглый экран, ставший основным элементом всех последующих выступлений Pink Floyd на сцене. В мае The Dark Side of the Moon представили в Лондоне на Эрлс-Корт. Во время концерта задействовались многочисленные спецэффекты: сигнальные ракеты, горящий гонг, облака дыма от сухого льда, дымовые шашки и т. д. В числе новых элементов представления был пятнадцатифутовый самолёт, пролетавший над зрителями и взрывавшийся на сцене во время исполнения «On the Run» (его использовали в марте на гастролях в Северной Америке). Ряд композиций сопровождался видеорядом, в «Time», например, была использована анимация Яна Имса. На июньских концертах в Северной Америке следствием роста популярности группы стали продажи по 10-15 тысяч билетов на каждый концерт не только в Нью-Йорке или Лос-Анджелесе, но и в городах центральной части США.
Одно из двух отделений концертов сюита The Dark Side of the Moon занимала в гастрольных турах Pink Floyd 1974 и Wish You Were Here. Для британской части тура в ноябре и декабре 1974 года был подготовлен видеоматериал, состоящий из документальных кадров и специально отснятых эпизодов, который можно было демонстрировать на круглом экране на протяжении всего концерта. Позднее, в 1975 году перед североамериканским туром в июне видео для «On the Run» и «Money» было переснято венгерским режиссёром Питером Медаком. В качестве концертного звукооператора на гастроли был приглашён Брайан Хамфрис. Исполнение The Dark Side of the Moon в 1975 году сопровождалось всё более усложнявшимися спецэффектами, включавшими световое шоу, пиротехнику и другие элементы. В частности, была использована надувная пирамида, накрывавшая сцену и поднимавшаяся в небо в финале концерта.
К 1975 году до фестиваля в Небуорте (Хартфордшир) The Dark Side of the Moon была исполнена группой 385 раз.

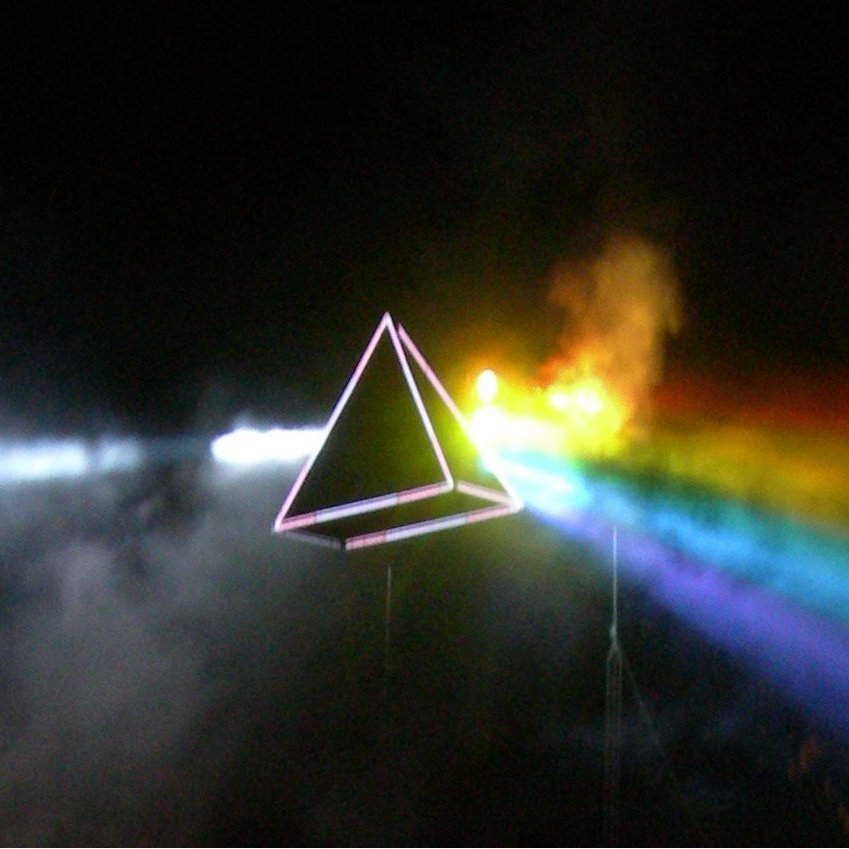
Призма на концерте тура The Dark Side of the Moon Live Роджера Уотерса в Голливуд-боул (Лос-Анджелес) в октябре 2006 года

В дальнейшем сюита полностью не исполнялась, но отдельные песни альбома часто включались как в концерты Pink Floyd, так и в сольные выступления музыкантов. Так, например, «Money» была основной песней на бис в турне 1977 года In the Flesh, иногда на бис исполняли в этом туре и «Us and Them». Пять композиций «Time», «On the Run», «The Great Gig in the Sky», «Us and Them» и «Money» входили в концертную программу гастрольного турне Pink Floyd 1988—1990 годов A Momentary Lapse of Reason. Выступления в августе 1988 года в нью-йоркском Колизее Нассау с записью этих пяти композиций легли в основу двойного концертного альбома Delicate Sound of Thunder и фильма Delicate Sound of Thunder.
Вновь The Dark Side of the Moon полностью был исполнен во время турне Pink Floyd 1994 года (The Division Bell) и во время тура Роджера Уотерса 2006—2008 годов The Dark Side of the Moon Live.
Запись выступления Pink Floyd с исполнением The Dark Side of the Moon в Earls Court в Лондоне в октябре 1994 года издано в виде концертного альбома P•U•L•S•E в аудиоверсии и в видеоверсии.

## Список композиций
Все тексты написаны Роджером Уотерсом.
| №  | Название                              | Музыка                       | Вокал            | Длительность |
| -- | ------------------------------------- | ---------------------------- | ---------------- | ------------ |
| 1. | «Speak to Me»                         | Мэйсон                       | инструментальная | 1:30         |
| 2. | «Breathe»                             | Гилмор, Райт                 | Гилмор           | 2:43         |
| 3. | «On the Run»                          | Гилмор, Уотерс               | инструментальная | 3:36         |
| 4. | «Time» (включает «Breathe (Reprise)») | Уотерс, Мэйсон, Гилмор, Райт | Гилмор, Райт     | 7:01         |
| 5. | «The Great Gig in the Sky»            | Райт                         | Клэр Торри       | 4:36         |

| №  | Название              | Музыка               | Вокал            | Длительность |
| -- | --------------------- | -------------------- | ---------------- | ------------ |
| 1. | «Money»               | Уотерс               | Гилмор           | 6:22         |
| 2. | «Us and Them»         | Райт                 | Гилмор, Райт     | 7:46         |
| 3. | «Any Colour You Like» | Гилмор, Мэйсон, Райт | инструментальная | 3:25         |
| 4. | «Brain Damage»        | Уотерс               | Уотерс           | 3:48         |
| 5. | «Eclipse»             | Уотерс               | Уотерс           | 2:03         |

## Участники записи
Pink Floyd:
- Роджер Уотерс — вокал, бас-гитара, синтезатор VCS3, звуковые эффекты;
- Дэвид Гилмор — вокал, гитара, EMS Synthi AKS[англ.];
- Рик Райт — вокал, орган (Farfisa[англ.] и Hammond), пианино, электрическое пианино (Wurlitzer, Rhodes), синтезатор VCS3, EMS Synthi AKS;
- Ник Мэйсон — ударные, перкуссия, звуковые эффекты;

Приглашённые участники:
- Дик Пэрри — саксофон («Us and Them» и «Money»);
- Клэр Торри — вокализ («The Great Gig in the Sky»);
- Дорис Трой, Лесли Дункан, Лиза Страйк, Барри Сент Джон — бэк-вокал;

Звукозапись и дизайн:
- Алан Парсонс — звукоинженер;
- Питер Джеймс — помощник звукоинженера;
- Крис Томас — консультант по сведению;
- Дизайнерская студия Hipgnosis — дизайн, фотографии:
  - Сторм Торгерсон — дизайн юбилейных изданий;
  - Джордж Харди — иллюстрации, оформление обложки;
  - Джилл Фурмановски — фотографии;
  - Дэвид Синклер — примечания к переизданию компакт-диска.

## Влияние на культуру
Аллюзии на название альбома присутствуют в названиях альбомов американской индастриал-метал-группой Ministry — Dark Side of the Spoon, польской хардкор-группы Castet — Punk Side of the Moon, германского электронного музыканта Клауса Шульце — серия альбомов Dark Side of the Moog (совместная работа с Pete Namlook), а также американской джазовой группы Richard Cheese and Lounge Against the Machine в названии их альбома-сборника The Sunny Side of the Moon: The Best of Richard Cheese. Существует эмоциональный эффект Тёмная сторона радуги, создаваемый проигрыванием альбома одновременно с просмотром кинофильма 1939 года «Волшебник из страны Оз» и наблюдением множества совпадений между текстом и музыкой альбома и событиями фильма.
Анализу и процессу создания The Dark Side of the Moon посвящены книги и документальные фильмы. Джон Харрис в 2006 году издал книгу The Dark Side of the Moon: The Making Of The Pink Floyd Masterpiece, в 2003 году компания Eagle Rock Entertainment выпустила документальный DVD из серии Classic Albums под названием Classic Albums: Pink Floyd – The Making of The Dark Side of the Moon.

### Кавер-версии
The Dark Side of the Moon стал содержанием второго отделения двух концертных выступлений группы Dream Theater в октябре 2005 года, в том числе, 11 октября в Амстердаме и 25 октября в Лондоне. Последнее выступление было выпущено на компакт-диске и DVD на лейбле YtseJam Records в 2006 году.

## Наследие
Часть доходов от продаж альбома The Dark Side of the Moon была передана участникам комик-группы Монти Пайтон для того, чтобы они могли финансировать создание своего культового фильма Монти Пайтон и Священный Грааль .

## Издания
К 30-летию было выпущено переиздание на SACD, содержащее новый мастеринг стереофонической версии и современный микс 5.1, сделанный по мотивам оригинальной квадрофонической версии.
К 50-летию с выпуска оригинала, Роджер Уотерс записал собственную новую версию — The Dark Side of the Moon Redux, которая вышла 6 октября 2023 года. Запись была осуществлена без участия других членов Pink Floyd и отличается новыми более низкотемповыми аранжировками без гитарных соло со множеством новых декламируемых текстов во время инструментальных композиций и некоторых проигрышей в песнях, а вступления «Time» и «Money» обошлись без характерных звуков часов и монет соответственно.
Уотерс говорил, что хотел перенести «сердце и душу альбома музыкально и духовно». Также он заявлял, что представил взгляд более старого человека, поскольку «тогда люди не понимали, о чём я им говорил», а теперь в 80 лет он имеет право на подобный взгляд на жизнь.